# Mutum-fava
O mutum-de-fava ou mutum-carunculado (Crax globulosa) é um mutum encontrado no alto Amazonas, Bolívia e Colômbia. Tais aves chegam a medir até 82 cm de comprimento, sendo que apenas o macho possui uma grande carúncula vermelha na base da maxila e dois lobos na base da mandíbula. Também são conhecidos pelos nomes de mutum-açu, mutumboicinim, mutum-de-assobio, mutum-de-assovio, mutum-fava e mutum-piuri.